# Diablo II: Resurrected
Diablo II: Resurrected – fabularna gra akcji należąca do podgatunku hack and slash, stworzona wspólnie przez Blizzard Entertainment i Vicarious Visions. Gra jest odświeżoną wersją Diablo II z dodatkiem Lord of Destruction. Została zapowiedziana 19 lutego 2021 podczas konwentu online BlizzCon 2021 i pojawiła się w sprzedaży 23 września 2021 roku. Producent przygotował edycje gry na platformę Windows, PlayStation 4, PlayStation 5, Xbox One, Xbox Series X/S i Nintendo Switch.
Gra otrzymała całkowicie nowy silnik graficzny, możliwość gry między platformami pozwalającą na rozgrywkę zarówno na PC jak i kontynuowanie przygody na konsolach oraz opcję uruchomienia starych zapisów gry w trybie dla pojedynczego gracza.

## Rozgrywka
Diablo II: Resurrected zawiera odświeżoną oprawę graficzną i funkcje sieciowe oryginalnej gry, nie zmienia jednak żadnego z systemów przedmiotów ani balansu rozgrywki. Resurrected nakłada ulepszone modele 3D na oryginalne dwuwymiarowe sprite'y i został zaprojektowany tak, aby przełączać się między starszą i ulepszoną grafiką w każdej chwili. Dodano również kamerę z zoomem, a wszystkie przerywniki filmowe (łącznie 27 minut) i ścieżka dźwiękowa z oryginalnej gry zostały w pełni poprawione. Gra obsługuje rozdzielczość grafiki 4K i dźwięk przestrzenny 7.1. W Resurrected znalazł się również tzw. „sekretny krowi poziom” (znany również Moo Moo Farm), który w przeciwieństwie do oryginalnego Diablo II, może być powtarzany nieskończenie wiele razy
Podstawowa rozgrywka pozostała bez zmian, lecz teraz będzie działała przy 60 klatkach na sekundę. W Resurrected będzie również możliwość progresji międzyplatformowej, jednakże rozgrywka międzyplatformowa nie będzie możliwa; mimo tego gra pozwala na „rozgrywkę międzygeneracyjną” dla użytkowników Xboxów i PlayStation (np. posiadacz Xboxa One może zagrać z graczem korzystającym z Xbox Series X/S). W Diablo II: Resurrected można grać zarówno w trybie online, jak i offline. Rozgrywka wieloosobowa również przeszła pewne zmiany, m.in. gra nie będzie zawierała oddzielnych regionów, tylko jeden globalny dla wszystkich graczy. W grze sieciowej może uczestniczyć maksymalnie osiem osób. Ponadto planowano dodanie do gry możliwości rozgrywki w trybie współpracy (dla PC i konsol), jednak zrezygnowano z tego pomysłu. W grze pojawił się również system rankingowy, który będzie restartowany cztery razy w roku (w oryginalnym Diablo II ponowne uruchomienie wykonywane było co pół roku) oraz zawiera cztery poziomy (dwa standardowe i dwa typu hardcore). Reedycja pozwala graczom na importowanie plików zapisu z oryginalnego Diablo II w lokalnym trybie dla jednego gracza i kontynuowanie rozgrywki od tego momentu. Ponadto wersja na PC będzie kompatybilna z kontrolerami. Gra w wersji na PlayStation 5 otrzymała dodatkowe funkcje, w tym obsługę technologii haptycznej.
Blizzard dodał również do gry drobne usprawnienia, z których część była zainspirowana modami z oryginalnego Diablo II. Dodano m.in. wspólną skrytkę, która pozwoli graczom na przenoszenie przedmiotów między ich własnymi postaciami, w porównaniu z oryginalną grą, która wymagała trzeciorzędnej postaci „muła” w celu ułatwienia przenoszenia. Sama skrytka została znacznie powiększona, z 24 do 100 miejsc w ułożeniu 10×10; według głównego projektanta Roba Galleraniego z takiego rozmiaru korzystają sprzedawcy w grze, więc po prostu przeniesiono gotowy element. Ponadto gracze mogą przełączać automatyczne podnoszenie złota, wyświetlanie nazw przedmiotów na ziemi i inne drobne ulepszenia. Gra będzie również przypominała graczom o konieczności wydawania punktów umiejętności oraz o tym, że ich przydzielanie jest trwałe. Kolejnym dodatkiem jest system porównywania przedmiotów, w którym gracze mogą porównywać statystyki swoich przedmiotów, przytrzymując klawisz Shift (na PC).
W oparciu o opinie społeczności podczas testowania wersji alfa studio wprowadziło wiele poprawek i dodatków, w tym poprawiono efekty wizualne, zmieniono ikony przedmiotów, ustawienia interfejsu i mapy oraz dodano nowe funkcje, takie jak zegar w grze i dodatkowe miejsce na przedmioty gracza. Ponadto Diablo II: Resurrected otrzymał opcje, które zwiększą dostępność rozgrywki. Została m.in. dodana możliwość przypisania wielu akcji do pojedynczych klawiszy na klawiaturze lub myszy, natomiast kontrolery otrzymały szeroki wachlarz opcji zmian układu sterowania. Można również wyłączyć wiele efektów dźwiękowych w grze oraz włączyć opcję, która wyświetli komunikat w przypadku nietrafienia celu przez postać.
Mimo wcześniejszych zapewnień producenta wykonawczego Roda Fergussona, nie będzie możliwości gry w Diablo II: Resurrected poprzez TCP/IP, ponieważ zrezygnowano z tej opcji rozgrywki, powołując się na kwestie bezpieczeństwa graczy. Ponadto wersje konsolowe są pozbawione funkcji lobby w grze wieloosobowej, w wyniku czego gracze przez brak możliwości wyszukiwania serwerów po nazwie są zmuszeni grać jedynie w losową rozgrywkę lub towarzyszyć znajomym; dołączanie do gry odbywa się automatycznie. Dodatkowo Resurrected na konsolach nie posiada żadnych narzędzi do komunikacji (czatu). Według Roda Fergussona obie te funkcje nie pojawią się w momencie premiery gry. Gra nie obsługuje także rozdzielczości ultrapanoramicznych, ponieważ powodują problemy w postaci nadużyć wynikających z szerokiego pola widzenia (unikanie potworów, zaklęcia rzucane na większej odległości czy przewaga graczy w trybie PvP). Posiadacze monitorów w formacie 21:9 mogą grać w maksymalnie w 19:9 z czarnymi paskami po bokach.
W oryginalnym Diablo II gracze mieli swobodę stosowania dowolnej wersji aktualizacji, do której mieli wówczas dostęp (np. za pośrednictwem płyty z czasopisma), a DRM polegał na wpisaniu numeru seryjnego podczas instalacji. Natomiast model DRM w Resurrected wymusza, aby wszystkie instalacje były regularnie uwierzytelniane i aktualizowane, co wymaga stałego połączenia z serwerami Blizzarda przez internet, nawet dla graczy, grających wyłącznie w trybie offline, co wzbudziło zaniepokojenie wśród użytkowników przed przyszłością DRM na konsolach. 

## Streszczenie
W Diablo II: Resurrected jest taka sama fabuła, co w oryginalnej grze i dodatku.

## Produkcja

### Rozpoczęcie prac i zapowiedź gry
Prace nad Diablo II: Resurrection rozpoczęły się około 2019 roku. Początkowo do pracy nad odnowioną wersją został przydzielony zespół 1, odpowiedzialny w firmie głównie za gry strategiczne. Członkowie zespołu chcieli uniknąć błędów, które doprowadziły do złego odbioru Reforged, jednak w tym samym roku zespół 1 został odsunięty od projektu, a rozwój został powierzony wew. zespołowi 3 (odpowiedzialnemu za serię Diablo) i Vicarious Visions, spółce zależnej należącej wówczas do Activision. Według prezesa Blizzarda, J. Allena Bracka, Vicarious było odpowiedzialne za obsługę interfejsu użytkownika gry, podczas gdy Blizzard zajmował się silnikiem i aspektami integracji z Battle.netem. Na około miesiąc przed ogłoszeniem wydania gry w lutym 2021 roku, Activision podało do wiadomości, że Vicarious zostało przeniesione do struktury korporacyjnej Blizzarda. Brack powiedział, że ten ruch był spowodowany tym, że Vicarious miało szczegółową wiedzę na temat serii Diablo w tym momencie, dzięki czemu może nie tylko kontynuować wsparcie dla Resurrected, ale także dla Diablo IV i innych produktów Blizzarda.
Podczas wydarzenia medialnego w 2019 roku Max Schaefer, Erich Schaefer i David Brevik stwierdzili, że nie byli pewni, czy nowa wersja Diablo II byłaby możliwa z powodu utraty znacznej części kodu źródłowego gry i zasobów, które utracono w wyniku uszkodzenia systemu kopii zapasowych. Byliby w stanie odzyskać większość kodu i zasobów za pomocą kopii, które pracownicy Blizzard North zabrali ze sobą do domu lub w inny sposób, ale Schaeferowie uznali, że wciąż brakuje zbyt wielu elementów, aby w pełni odświeżyć grę. Jednakże według pracownika Blizzarda odpowiadającego za serię Diablo, Roda Fergussona i głównego projektanta Roba Galleraniego, brakujące dane nie były w tak złym stanie, jak sugerowali Schaeferowie. Ich zespół przeszukał inne źródła Blizzarda, takie jak materiały marketingowe, aby znaleźć dodatkowe zasoby w celu wypełnienia luk. M.in. projektant Andre Abrahamiam był w stanie namierzyć wiele zasobów, odwiedzając różne osoby w Blizzardzie, które przechowywały je w „folderach w folderach”. Poświęcono miesiące na porządkowanie ich. Zdobyto również grafiki koncepcyjne z Blizzard North. Ostatecznie po ocenie tego, czego brakuje, Blizzard zdecydował, że wystarczy, aby kontynuować tworzenie gry, z możliwością odtworzenia brakujących zasobów i przerysowania już istniejących w wyższej rozdzielczości z pomocą oryginalnych artystów i animatorów Diablo II.
Filozofia projektowania Diablo II: Resurrected wymagała, aby gra była identyczna z tym, co zapamiętali gracze. Chociaż twórcy nie wprowadzili nawet drobnych zmian w podstawowej rozgrywce, zaktualizowali oprawę graficzną gry, modelując jej grafikę na podstawie grafiki z oryginalnej gry. Gra zawiera kilka drobnych zmian w użyteczności, takich jak wspólna skrytka i automatyczne zbieranie złota. Niektóre nowe udogodnienia, takie jak to drugie, można przełączać zgodnie z preferencjami użytkownika. W przypadku lokacji w Resurrected inspirację czerpano z dokumentów projektowych Blizzard North, które odwoływały się do rzeczywistych lokacji. Dwiema podstawowymi zasadami odświeżonej wersji było zachowanie autentycznej, oryginalnej gry i udostępnienie jej dla nowoczesnej rozgrywki.
Tytuł został ogłoszony podczas ceremonii otwarcia dorocznej konwencji dewelopera w lutym 2021 roku. Jego rozwój był tajemnicą, jednak wyciekł podczas przejęcia przez Blizzarda dewelopera Vicarious Visions miesiąc wcześniej. Oprócz systemu Microsoft Windows ma zostać wydany na platformach Nintendo Switch, PlayStation 4, PlayStation 5, Xbox One i Xbox Series X/S w 2021 roku. Wydanie gry będzie poprzedzone wersją beta dla jednego gracza. W przeciwieństwie do Warcraft III: Reforged, który spotkał się z krytyką ze strony dziennikarzy i graczy, Diablo II: Resurrected będzie oddzielnym wydaniem od istniejącego Diablo II na Battle.net. Brack powiedział, że wyciągnęli lekcje ze sposobu, w jaki podeszli do Warcraft III: Reforged i z reakcji fanów, których unikną w przypadku Resurrected.

### Alfa i beta-testy gry
Przed wydaniem gry zaplanowano wstępne, półotwarte testy, podczas których gracze przetestują w pierwszej kolejności tryb jednoosobowy, a w kolejnej fazie rozgrywkę wieloosobową oraz wydajność serwerów. Między 9 a 13 kwietnia 2021 odbyły się testy wersji alfa trybu jednoosobowego gry w wersji na komputery osobiste; dopuszczono do nich według organizacji GRAC prawie 20 tys. osób. Podczas testów były dostępne trzy klasy postaci: barbarzyńca, amazonka i czarodziejka, jednak dzięki modyfikacjom graczom udało się odblokować dostęp do pozostałych klas.
13 czerwca 2021 roku podczas pokazu Microsoftu na E3 2021 podano, że gra ukaże się 23 września tegoż roku. Ponadto w sierpniu na większości platform (bez Nintendo Switcha) odbędą się otwarte beta-testy trybu wieloosobowego, podczas których będzie możliwość zagrania jedną z pięciu dostępnych klas postaci (z wyjątkiem nekromanty i zabójczyni). Z kolei podczas Summer Game Fest 2021 producent wykonawczy Rod Fergusson stwierdził, że nad odnowionymi przerywnikami filmowymi pracowali członkowie z oryginalnego zespołu filmowego Diablo II; dodał również, że przy produkcji gry nawiązano współpracę m.in. organizacją non-profit AbleGamers, aby uczynić ją bardziej dostępną.
Następnie odbyły się beta-testy gry podzielone na dwa etapy. Pierwszy z nich to faza wczesnego dostępu do bety, która odbyła się 13–17 sierpnia i była przeznaczona dla posiadaczy gry w przedsprzedaży lub edycji Diablo Prime Evil Collection; dostęp do niej uzyskali również gracze (PC), którzy 13 kwietnia obejrzeli co najmniej 2,5h transmisji na żywo z gry w serwisie Twitch. Następnie odbyła się druga faza, czyli otwarte beta-testy, które trwały od 20 do 23 sierpnia 2021 roku. Do testów udostępniono pięć klas postaci, tryb wieloosobowy do ośmiu graczy oraz dwa akty kampanii dla jednego gracza. 24 sierpnia 2021 roku producent Rod Ferguson potwierdził na Twitterze, że beta była finalną wersją gry, stwierdzając: „Słyszeliśmy opinie społeczności, ale na cztery tygodnie przed premierą skupiamy się na stabilności i optymalizacji. Żadnych nowych funkcji przed premierą”.
Jakiś czas temu w serwisie Reddit rozpowszechniono fanowską ankietę na temat zmian w Diablo II: Resurrected, których chciałaby społeczność; wzięło w niej udział 8887 osób, z czego 98% to gracze Diablo II. Wyniki ankiety skomentował producent Rod Fergusson, pisząc „Niesamowita informacja zwrotna! Koncentruję się teraz na premierze, ale jest tutaj kilka dobrych pomysłów”. 14 sierpnia 2021 dyrektor artystyczny Rob Gallerani i kierownik projektu Michael Bukowski w wywiadzie dla Game Rant stwierdzili, że nie wykluczają dodania zawartości popremierowej do gry, jednak wszystko zależy od odbioru gry po premierze. Według Kevina Todisco z Vicarious Visions gra w późniejszym czasie otrzyma m.in. obsługę DLSS.

### Po premierze
Premiera gry odbyła się 23 września 2021 roku dla wszystkich platform jednocześnie. Jednakże problemy z serwerami podczas uruchamiania uniemożliwiły niektórym grę. Gracze zgłaszali również problemy z zapisywaniem stanu gry i znikającymi postaciami oraz niemożność uruchomienia gry na PC w przypadku braku wsparcia technologii AVX. W ciągu następnych kilku dni Blizzard wydał szereg aktualizacji, naprawiających część problemów. Trzy tygodnie od wydania gry nadal występowały problemy z działaniem serwerów (amerykańskich i europejskich) i z zapisywaniem postępów graczy. 12 października 2021 Blizzard wydał aktualizację, poprawiającą wydajność i stabilność gry na PC i konsolach. Dwa dni później firma wyjaśniła, że problemy z serwerami wynikały z kilku czynników. Częściowo było to spowodowane przestarzałym kodem gry związanym z tworzeniem gier i dostępem do bazy danych, który w tym okresie próbowano rozwiązać za pomocą łatek. Drugi czynnik wynikał z tzw. „nowoczesnego zachowania gracza”, wynikającego z faktu, że gracze byli świadomi dobrze udokumentowanych strategii z oryginalnego Diablo II, które obciążały serwery. W związku z tym Blizzard oprócz pracy nad poprawkami problemów, ustanowił limity szybkości tworzenia gier, a także dodał kolejki logowania, które zostały nieco usprawnione w kolejnej aktualizacji; gra będzie szybciej reagować na wolne sloty na serwerze oraz pokazywać komunikaty ile czasu trzeba odczekać przez utworzeniem gry.
W oparciu o opinie zwrotne graczy po premierze, w grudniowej aktualizacji o nr. 2.3 Blizzard dodał m.in. możliwość przypisania nawet 16 umiejętności do wybranych przycisków (np. klawiszy F1–F8). Nie będą one służyć jedynie do wyboru danej umiejętności, która następnie zostanie użyta za pomocą myszy, a zamiast tego zostanie aktywowana bezpośrednio po użyciu skrótu; jest to udogodnienie opcjonalne i gracze nie są od niego zmuszeni. Kolejne zmiany obejmują również tryb offline dla graczy konsolowych, którzy będą mogli ręcznie zwiększać poziom trudności gry oraz szereg ulepszeń graficznych, dźwiękowych i interfejsu użytkownika. Dodano także nowy „publiczny serwer testowy” (PST, ang. Public Test Realm (PTR)), w którym gracze mogli przetestować nowe funkcje przed aktualizacją gry. Dodano również obsługę DLSS i specjalny sposób ruchu postaci oraz poprawiono wiele błędów. 
14 kwietnia 2022 roku wydano aktualizację nr. 2.4, która dodała m.in. system rankingowy, czyli konkurencyjną funkcję dla wielu graczy, której zabrakło w momencie premiery gry. Wprowadziła także pierwsze zmiany w balansie w Diablo II od 2010 roku, jednak zamiast wpływać na popularne systemy i przedmioty, łatka spowodowała, że niektóre nieużywane style gry będą bardziej opłacalne na wyższych poziomach trudności, takie jak rzucający toporami barbarzyńca czy skoncentrowana na sztukach walki zabójczyni. Podobnie sprawiła, że opcje wcześniej słabsze (np. zestawy przedmiotów i SI sojuszników) są bardziej zachęcające do użycia. Pojawiły się również nowe schematy dla Kostki Horadrimów i słowa runiczne w trybie rankingowym. Wprowadziła też zmiany w tzw. Uber Diablo; od teraz postępy będą naliczane w bazach regionalnych, co sprawi, że Uber Diablo będzie pojawiać się dla wszystkich graczy na danym obszarze. Łatka poprawiła także dużą ilość błędów, dodała trzy opcje emulacji oryginalnej oprawy wizualnej, poprawiła SI najemników, zwierzaków i przywołańców oraz usprawniła interfejs. 22 września 2022 roku wraz z aktualizacją 2.5 dodano do gry Obszary Grozy (ang. Terror Zones), mające pomóc graczom osiągnąć maksymalny poziom.

### Modyfikacje
Blizzard zapowiedział wsparcie dla modyfikacji w odświeżonym Diablo II. Pierwsze powstały jeszcze podczas testów alfa gry w kwietniu 2021 roku; najpopularniejszymi modami były „D2ROffline” (pozwalał na grę bez potrzeby stałego połączenia z internetem) i „D2RModding” (udostępniał elementy gry, które były zablokowane na tym etapie produkcji). Jednak pod koniec maja 2021 roku Blizzard zablokował możliwość korzystania z obydwu modyfikacji, powołując się na kwestie bezpieczeństwa. Po premierze Resurrected pojawiło się wiele modyfikacji, pozwalających na personalizację rozgrywki i przeznaczonych do gry w trybie offline, m.in. „Better SP” (duży mod zmieniający sporo elementów) czy „Single Player Enjoyment Modpack” (kompilacja mniejszych modyfikacji).

## Wydanie

### Marketing
19 lutego 2021 roku podczas BlizzConline zaprezentowano pierwszy zwiastun zapowiadający Diablo II: Resurrected, w którym zaprezentowano nowe logo gry oraz rozgrywkę z odświeżonej wersji. Następnie 13 czerwca pojawił się drugi zwiastun, zawierający fragmenty przerywnika filmowego, rozgrywki oraz datę premiery gry. Z kolei od 30 sierpnia do 3 września 2021 roku publikowano zapowiedzi, poświęcone poszczególnym klasom postaci z Resurrected; kolejno barbarzyńcy, czarodziejce, paladynowi, amazonce i druidowi. Cztery dni później pojawiły się trailery przedstawiające nekromantę oraz zabójczynię. 14 września 2021 roku udostępniono zwiastun filmowy gry z historią Mrocznego Wędrowca, który jest stopniowo opętywany przez Diablo.
Dzień przed wydaniem gry, 22 września 2021 roku pojawiły się dwa zwiastuny aktorskie zapowiadające premierę Diablo II: Resurrected. W pierwszym z nich wystąpił kanadyjski aktor Simu Liu, odtwórca tytułowej roli w filmie Shang-Chi i legenda dziesięciu pierścieni (2021), z kolei w drugim amerykański aktor Winston Duke, który wystąpił w Czarnej Panterze i Avengers: Wojna bez granic. Z kolei w związku z premierą gry Blizzard udostępnił w serwisie YouTube trzy zremiksowane utwory z Resurrected autorstwa Josha Cartera; są to "Tristram", "Wilderness" i "Lord of Destruction Outro".

### Wersje gry
10 sierpnia 2021 roku Blizzard podał, że Diablo II: Resurrected zostanie wydane „wyłącznie [jako] produkt cyfrowy” i nie ma w planach sprzedaży wersji pudełkowej. Pudełkową edycję gry przygotowano jedynie dla wybranych członków społeczności; w jej skład weszły m.in. słuchawki, ostry sos „Portal do piekła” czy replika pierścienia „Stone of Jordan”. Gra będzie dostępna w dwóch wersjach – standardowej i tzw. Diablo Prime Evil Collection. Zwykła wersja zawiera grę i zestaw do transmogryfikacji w Diablo III inspirowany barbarzyńcą z Diablo II, natomiast w skład wersji Prime Evil Collection wchodzi dodatkowo: Diablo III wraz z dodatkiem Reaper of Souls i DLC pt. Przebudzenie Nekromantów oraz zwierzak Mefisto i skrzydła Objęcia Nienawiści do DIII. Blizzard zapowiedział, że Diablo II: Resurrected nie zastąpi klienta klasycznej gry, w wyniku czego obie wersje Diablo II będą oddzielnie dostępne w serwisie Battle.net.

## Odbiór gry

### Sprzedaż
Według Stowarzyszenia Producentów i Dystrybutorów Oprogramowania Rozrywkowego (SPiDOR) Diablo II: Resurrected zaliczyło bardzo udany debiut w Polsce, zajmując 1. miejsce na liście najlepiej sprzedających gier w okresie 20–26 września 2021 roku i wyprzedzając tym samym Death Stranding: Director's Cut i Assassin’s Creed Valhalla. W drugim tygodniu (27 września – 3 października 2021) zajęła 2. miejsce, przegrywając z grą FIFA 22 i wyprzedzając Śródziemie: Cień wojny. W trzecim tygodniu (4–10 października 2021) gra spadła na 4. miejsce, będąc za FIFA 22, Far Cry 6 i Tom Clancy’s Ghost Recon Wildlands. W następnym tygodniu (11–17 października 2021) Resurrected zajęło ostatnie 10. miejsce na liście najlepiej sprzedających się gier, a następnie wypadła z listy. Na przełomie 2022 i 2023 Resurrected wróciło na listę, zajmując ponownie 10. miejsce. 
Z kolei według informacji NPD Group Diablo II: Resurrected znalazło się na 5. miejscu najlepiej sprzedających gier w Stanach Zjednoczonych we wrześniu 2021 roku (dane dotyczą sprzedaży na wszystkie platformy); gra przegrała z: Madden NFL 22, FIFA 22, NBA 2K22 i Tales of Arise. Natomiast w Wielkiej Brytanii gra zadebiutowała na 9. miejscu na liście 20 najlepiej sprzedających się gier we wrześniu tegoż roku.
2 listopada 2021 roku podczas sprawozdania za III kwartał podano, że sprzedaż Resurrected w pierwszym tygodniu była najwyższa spośród wszystkich remasterów firmy. 3 lutego 2022 podczas podsumowania za poprzedni rok podano, że gra w okresie od września do końca grudnia 2021 sprzedała się w większej liczbie egzemplarzy niż jakikolwiek inny remaster Activision Blizzard w analogicznym okresie. 15 kwietnia 2022 roku serwis Windows Central poinformował, że sprzedano ponad 5 milionów egzemplarzy Diablo II: Resurrected, co później zostało potwierdzone przez menadżera społeczności Adama Fletchera z Blizzarda.

### Krytyka
Od momentu wydania, Diablo II: Resurrected spotkało się z uznaniem recenzentów, którzy chwalili głównie jego ulepszenia wizualne i zaangażowanie w rozgrywkę oryginału. W serwisie Metacritic wersja na PC otrzymała zagregowany wynik 80/100 (w oparciu o 46 recenzji), wersja na PlayStation 5 81/100 (w oparciu o 22 recenzje), wersja na Xbox Series X/S 80/100 (w oparciu o 10 recenzji), a wersja na Nintendo Switch 77/100 (w oparciu o 8 recenzji). Z kolei na OpenCritic gra otrzymała wynik 80/100 (w oparciu o 109 recenzji).
4 maja 2021 roku podczas podsumowania I kwartału podano, że Diablo II: Resurrected spotkało się z bardzo pozytywnymi opiniami podczas pierwszych testów, które odbyły się w kwietniu tegoż roku. Ponadto oglądalność testów alfa była najwyższa w historii testów gier Blizzarda. Gra została również pozytywnie przyjęta podczas beta-testów, które odbyły się w sierpniu 2021 roku, jednak wielu graczy narzekało na mnóstwo mniejszych i większych błędów, stabilność serwerów, problemy z trybem wieloosobowym oraz optymalizację i wydajność.
Przyznając, że rozgrywka czasami wydaje się przestarzała, Game Informer stwierdził, że Diablo II nadal „pozostaje standardem, według którego oceniane są wszystkie inne ARPG” i „nadal jest super, nawet dzisiaj”. Z kolei PC Gamer, który nazwał grę dumnym dinozaurem, stwierdził, że jej prosta rozgrywka wydaje się rewolucyjna w porównaniu do współczesnych gier zorientowanych na mikropłatnościach. Recenzent powiedział, że gra jest skierowana do zagorzałych fanów, którzy będą opierać się wszelkim zmianom, co czyni ją mniej atrakcyjnym punktem wejścia dla nowych graczy niż Diablo IV. IGN napisał, że gra jest „dosyć fajna, gdy pokonasz niezgrabność”, ignorując 20 lat ewolucji w projektowaniu gier. Chociaż recenzent GameSpot stwierdził, że wierność Resurrected w stosunku do oryginalnej gry z pewnością zadowoli fanów, jej retro design sprawia, że „wyzwaniem jest polecanie jej w stosunku do nowoczesnych odpowiedników". Według recenzji Gry-Online „Vicarious Visions dostarczyło porządną renowację” tej klasycznej gry, jednak „możliwe, że aby nas przy sobie zatrzymać, Diablo II: Resurrected będzie musiało wprowadzić więcej zmian”.
Game Informer nazwał odnowioną grafikę gry „oszałamiającą”, a PC Gamer pochwalił dodatkowe szczegóły i zmiany, takie jak uczynienie kobiet mniej uprzedmiotowionymi. Recenzja GameSpot podkreśliła, że grafika jest „uderzająco wspaniała”. Z kolei recenzent Gry-Online napisał, że „dziadek Diablo II stał się jednym z najpiękniejszych hack and slashy na rynku”. Rosyjski serwis Igromania przyznał grze pięć gwiazdek na pięć, a później, podsumowując 2021 rok, umieścił grę na 1. miejscu w kategorii „Reedycja Roku”.